# Sericomyia fairmanorum
Sericomyia fairmanorum är en tvåvingeart som beskrevs av Fairman 2000. Sericomyia fairmanorum ingår i släktet torvblomflugor, och familjen blomflugor.
Artens utbredningsområde är Costa Rica. Inga underarter finns listade i Catalogue of Life.